# Беседе (филм)
„Беседе“ је југословенски филм из 1979. године. Режирао га је Бранислав Кичић, а сценарио је писао Душан Симић.

## Улоге
| Глумац     | Улога |
| ---------- | ----- |
| Љуба Тадић |       |